# Manuel José Espínola Júnior
Manuel José Espínola Júnior (Bahia, 1841 — Rio de Janeiro, 7 de outubro de 1912) foi um político brasileiro.
Foi 1º vice-presidente da província do Piauí, nomeado por carta imperial de 2 de abril de 1870, exercendo a presidência interinamente de 7 de maio a 25 de dezembro de 1870.